# لويس ويلك
لويس ويلك (بالإنجليزية: Louis Wilke) هو مدرب كرة سلة أمريكي، ولد في 10 أكتوبر 1896 في شيكاغو في الولايات المتحدة، وتوفي بنفس المكان في 28 فبراير 1962.